# Sunday Sunset
『Sunday Sunset』（サンデー・サンセット）は、かつてCBCラジオで放送されていたラジオにおける音楽番組。ディスクジョッキーは、同局の渡辺美香アナ。1999年4月 - 9月と、2001年10月 - 2002年3月の2度放送された。放送時間は第1期・2期とも午後4時30分 - 午後6時で、第2期は途中まで4時50分スタートだった。
- 放送は、毎週日曜日ではあったが、中日戦デーゲーム（CBCドラゴンズスペシャル）の延長などで、週によって、臨時に放送を休止した例もあった。

- CBCラジオとしては唯一、人気の女子アナである渡辺美香アナの名前を付けた冠番組だったが、通算1年で呆気無く終了した。後番組は、CBCラジオの番組を参照。

| スタブアイコン | サブスタブ | この項目は、まだ閲覧者の調べものの参照としては役立たない、ラジオ番組に関連した書きかけの項目です。この項目を加筆・訂正などしてくださる協力者を求めています（P:ラジオ/PJ:放送番組）。 |